# Río Upano

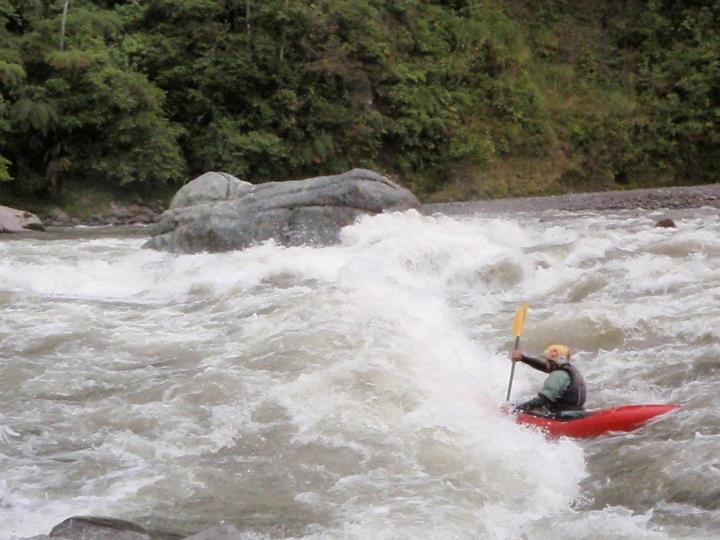
Kayak en el Río Upano, Sucua.

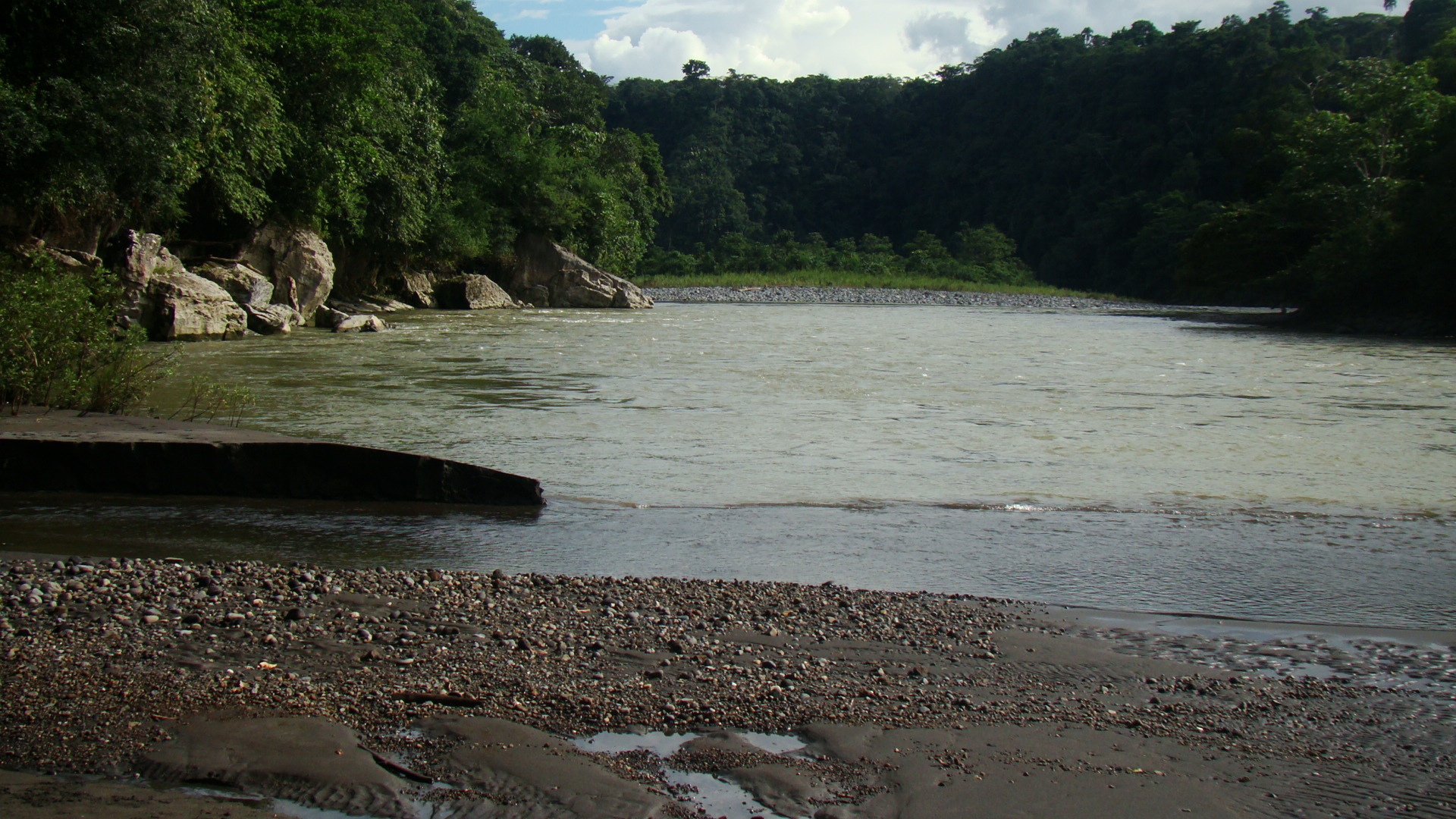
Playa junto a la Caverna de las Cascadas.

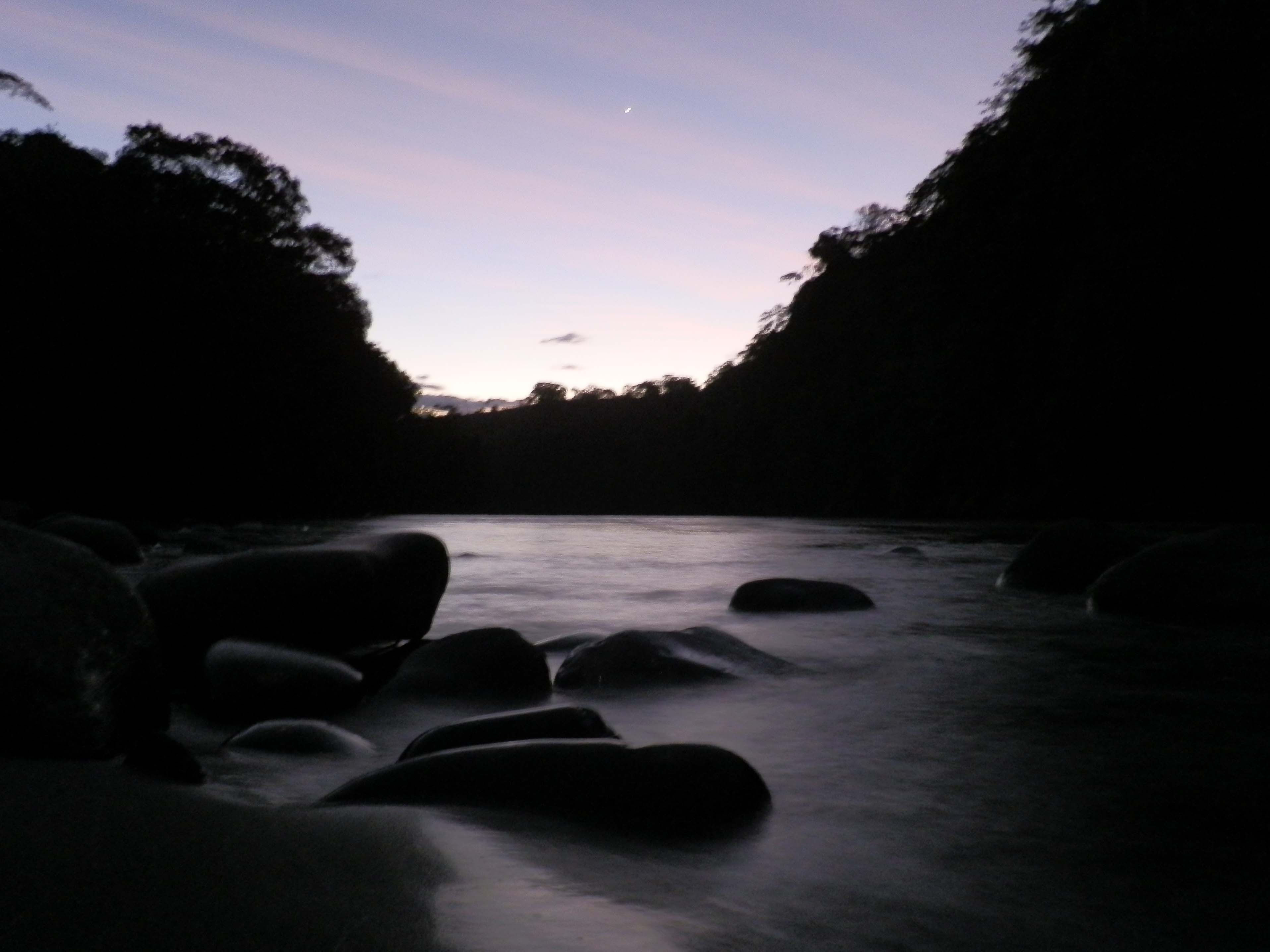
Río Upano, Logroño.

El río Upano es un río del Ecuador. Este río corre desde la sierra hasta las profundidades del Amazonas. El río se utiliza principalmente localmente para la pesca, también se practica el balsismo y el kayak desde Macas. El Río Upano es conocido por sus fósiles, playas de arena y muchas aguas termales. Hay numerosos miradores al río, incluido uno a una cuadra del parque central de Logroño. También hay un teleférico que cruza el río en las afueras de Logroño frente a la Comunidad Shuar ("La Unión").

## Historia
El valle de Upano alberga los asentamientos urbanos más antiguos que se conocen actualmente en la Amazonia. Excavaciones arqueológicas y estudios LiDAR publicados en 2024 revelaron una compleja red de carreteras que conectan áreas densamente pobladas que se remontan al menos al año 500 a. C. y estaban ocupadas hasta el año 600 d. C.